# 니컬러스 래시
니컬러스 랭그리슈 앨린 래시(Nicholas Langrishe Alleyne Lash, 1934년 4월 6일 ~ 2020년 7월 11일)는 아일랜드계의 영국의 로마 카톨릭 신학자이다.  사제로서 잠시 영국군대 복무을 마치고 그는 20년 동안 캠브리지 대학교의 신학부의 교수를 하였다.

## 신학자
그는 여러권을 신학저서를 출판하였다. 또한 타블렛(The Tablet)에 정규적으로 글을 기도하였다. 라쉬는 자유로운 로마 가톨릭 교인으로서 여성 안수를 포함하여 여러 논쟁적인 주제에 대하여 비평을 보여준다. 그는 카를 바르트와 카를 라너의 작품에 심취되었고, 토마스 아퀴나스와 루트비히 비트겐슈타인에게도 영향을 받았다. 삼위일체교리가 있는 사도신경에 관한 작품도 잘 알려져 있다.

## 작품
- His presence in the world: a study in eucharistic worship and theology (1968)
- Change in focus; a study of doctrinal change and continuity (1973)
- Newman on development: the search for an explanation in history (1975)
- Voices of authority (1976)
- Theology on Dover beach (1979)
- A Matter of hope: a theologian's reflections on the thought of Karl Marx (1981)
- Theology on the Way to Emmaus (1986)
- Easter in ordinary: reflections on human experience and the knowledge of God (1988)
- Believing three ways in one God: a reading of the Apostles' Creed (1992)
- The Beginning and the end of 'religion' (1996)
- Holiness, speech and silence: reflections on the question of God (2004)